# U-1022
| U-1022 | U-1022 | U-1022 |
| --- | --- | --- |
| | | |
| | | |
| | | |
| Під прапором | Третій рейх | Третій рейх |
| Спуск на воду | 13 квітня 1944 року | 13 квітня 1944 року |
| Виведений зі складу флоту                                                                                            | 9 травня 1945 року | 9 травня 1945 року |
| Сучасний статус | затоплений | затоплений |
| Проєкт | | |
| Тип ПЧ | середній торпедний ДПЧ | середній торпедний ДПЧ |
| Вартість | 4 714 000 ℛℳ | 4 714 000 ℛℳ |
| Основні характеристики                                                                                               | | |
| Швидкість (надводна)                                                                                                 | 17,9 вузла | 17,9 вузла |
| Швидкість (підводна)                                                                                                 | 8 вузлів | 8 вузлів |
| Робоча глибина занурення                                                                                             | 100 м | 100 м |
| Гранична глибина занурення                                                                                           | 250 м | 250 м |
| Дальність плавання                                                                                                   | 8500 морських миль (15 700 км) на швидкості 10 вузлів (у надводному положенні) 80 морських миль (150 км) на швидкості 4 вузли (в підводному положенні) | 8500 морських миль (15 700 км) на швидкості 10 вузлів (у надводному положенні) 80 морських миль (150 км) на швидкості 4 вузли (в підводному положенні) |
| Екіпаж | 44—60 осіб | 44—60 осіб |
| Розміри | | |
| Довжина найбільша (по КВЛ)                                                                                           | 67,1 м | 67,1 м |
| Ширина корпусу найб.                                                                                                 | 6,2 м | 6,2 м |
| Висота | 9,6 м | 9,6 м |
| Середня осадка (по КВЛ)                                                                                              | 4,74 м | 4,74 м |
| Водотоннажність надводна                                                                                             | 759 т | 759 т |
| Силова установка | | |
| дизель-електрична; 2 дизельних двигуни Germaniawerft M6V 40/46, 2 електродвигуни Siemens-Schuckert-Werke GU 343/38-8 | | |
| Гвинти | 2 | 2 |
| Потужність | 2800—3200 к.с. (дизелі) 750 к.с. (електродвигуни) | 2800—3200 к.с. (дизелі) 750 к.с. (електродвигуни) |
| Озброєння | | |
| Артилерія | 1 × 88-мм палубна гармата SK C/35 | 1 × 88-мм палубна гармата SK C/35 |
| Торпедно- мінне озброєння                                                                                            | 4 носових і один кормовий ТА 14 торпед або 26 мін TMA чи TMB                                                                                           | 4 носових і один кормовий ТА 14 торпед або 26 мін TMA чи TMB                                                                                           |
| ППО | 1 × 37-мм зенітна гармата Flak M42 2 × 20-мм зенітні гармати FlaK 30                                                                                   | 1 × 37-мм зенітна гармата Flak M42 2 × 20-мм зенітні гармати FlaK 30                                                                                   |

U-1022 — німецький підводний човен типу VIIC/41 часів Другої світової війни.
Замовлення на будівництво човна віддане 13 червня 1942 року. Човен заклали на верфі суднобудівної компанії «Blohm & Voss» у місті Гамбург 6 травня 1943 року під заводським номером 222. Спущений на воду 13 квітня 1944 року, 7 червня 1944 року увійшов до складу 31-ї флотилії. Також за час служби входив до складу 11-ї флотилії. Єдиним командиром підводного човна був капітан-лейтенант Ганс-Йоахім Ернст.
Човен виконав 1 бойовий похід, в якому потопив одне судно та 1 допоміжний військовий корабель.
Капітулював 9 травня 1945 року у Бергені, Норвегія. 30 травня 1945 року переведено до Лізагаллі. Потоплений 29 грудня 1945 року північніше Ірландії (55°40′ пн. ш. 08°15′ зх. д. / 55.667° пн. ш. 8.250° зх. д.) під час проведення операції «Дедлайт».

## Потоплені та пошкоджені кораблі[3]
| Назва                       | Тип                   | Належність                        | Дата           | Тоннаж (БРТ) | Вантаж                                                                             | Статус    | Місце                                                       |
| Alcedo                      | суховантажне судно    | Панама                            | 28 лютого 1945 | 1 392        | 1 767 т припасів армії та флоту США, включно з 4000 ящиків пива, шоколаду та пошти | потоплено | 64°07′ пн. ш. 23°17′ зх. д. / 64.117° пн. ш. 23.283° зх. д. |
| HMS Southern Flower (FY332) | протичовновий траулер | Королівський ВМФ Великої Британії | 3 березня 1945 | 328          |                                                                                    | потоплено | 64°05′ пн. ш. 23°15′ зх. д. / 64.083° пн. ш. 23.250° зх. д. |